# Jérôme Valcke
Jérôme Valcke (Parigi, 6 ottobre 1960) è un giornalista e dirigente sportivo francese.
È stato segretario generale della FIFA, la massima organizzazione calcistica mondiale, dal 27 giugno 2007 al 17 settembre 2015.

## Biografia

### Carriera
Valcke inizia la sua carriera come giornalista nel 1984, lavorando presso Canal Plus. Dal 1991 al 1997 ha mantenuto l'incarico di vice-direttore all'interno del canale televisivo per il "Servizio Sport", e successivamente, viene nominato amministratore delegato. Nell'estate del 2003 viene assunto all'interno della FIFA per svolgere il ruolo di "Direttore del Marketing e TV". Diventa segretario generale della FIFA il 27 giugno 2007, su proposta dell'allora presidente Sepp Blatter, rimanendo in carica fino al 17 settembre 2015, quando viene sospeso dai vertici della federazione mondiale per corruzione, e per "violazione del codice etico della FIFA"

### Accuse di corruzione
Nel 2006 Valcke viene coinvolto in una controversia, da un tribunale federale degli Stati Uniti d'America, per aver negoziato accordi di sponsorizzazione con la società Visa, rivale della MasterCard (storica società partner della FIFA), violando così il diritto di prima negoziazione con quest'ultima.
Nel 2011, il vice-presidente della FIFA Jack Warner pubblicò una email inviatagli da Valcke che conteneva alcune dichiarazioni del segretario generale contro Mohamed bin Hammam, accusato di voler "comprare la FIFA come ha fatto con la Coppa del mondo FIFA Qatar 2022". Il dirigente francese confermò la email, ma si giustificò dicendo che si trattava di una corrispondenza personale.
Nel giugno 2015, in seguito alle dimissioni di Sepp Blatter, fu accusato dal NY Times di aver trasferito 10 milioni di dollari sul conto di Jack Warner, membro della CONCACAF, per far assegnare l'organizzazione della Coppa del mondo FIFA 2010 al Sudafrica.Tuttavia negò il suo coinvolgimento, affermando di non aver autorizzato alcun pagamento e di non aver avuto il potere di farlo.

### Sospensione dalla FIFA, squalifiche e procedimenti giudiziari
Il 17 settembre 2015, Valcke venne sospeso dalla FIFA e sollevato dal suo incarico di segretario generale. Successivamente sarà accusato dall'ex giocatore israeliano Beni Alon, di aver gestito in modo illecito la vendita dei biglietti per il Campionato mondiale di calcio 2014. In ottobre,verrà sospeso da ogni attività calcistica da parte del Comitato Etico della FIFA, insieme a Blatter e Platini, per 90 giorni, divieto poi esteso a 45. Nel 2016, dopo essere stato licenziato dalla FIFA, verrà squalificato per 12 anni da qualsiasi attività legata al calcio dalla camera arbitrale del comitato etico, che gli infliggerà una multa di 100.000 mila franchi svizzeri. Dopo aver presentato due ricorsi, respinti dai giudici di Losanna e dal Tribunale federale tra il 2016 e il 2019, la condanna nei confronti di Valcke sarà confermata in via definitiva nel luglio 2018 dal TAS.
Il 24 marzo 2021 subirà un'ulteriore condanna dal Comitato Etico della FIFA, che lo squalifica per 6 anni e 8 mesi, insieme a Blatter, per aver violato l'articolo 25 dell'organo di governo internazionale, commettendo abuso di potere. Inoltre gli viene prorogato il divieto di partecipazione alle attività calcistiche fino all'ottobre 2025.
Nel febbraio 2020, venne indagato dalla magistratura svizzera insieme al presidente del PSG Nasser Al-Khelaïfi, per corruzione e gestione scorretta del bando per la concessione dei diritti tv della Coppa del mondo 2022, e nello specifico fu accusato di "indebiti vantaggi". Nel 2022, in merito alla vicenda dei diritti televisivi, il Tribunale penale federale ha condannato l’ex segretario generale a undici mesi di carcere sospesi per "falsità in documenti e ripetuta corruzione passiva", comminandogli una pena pecuniaria di 100 aliquote giornaliere di 200 franchi, nonostante le assoluzioni dalle accuse di "amministrazione infedele aggravata e corruzione".

## Vita privata
Valcke è sposato con Ornella Stocchi, e dalla loro unione sono nati due figli. Parla correttamente inglese, tedesco e spagnolo, oltre al francese, e possiede la cittadinanza sudafricana.